# Еколого-економічна ставка
Еко́лого-економі́чні ста́вки – питомі економічні показники (тарифи, частки, процентні нормативи та ін.), які забезпечують реалізацію економічних інструментів (системи цін, умов отримання прибутку тощо). 
Використовують два основних методичних підходи до встановлення ставок – емпіричний і розрахунковий. 
Емпіричний підхід передбачає, що значення ставок не прив’язують до реальних показників впливу екодеструктивної діяльності на економічну систему (тобто до еколого-економічних витрат – показників видатків чи збитків). За критерії для встановлення ставок у цьому випадку приймають винятково фіскальні показники, які добирають найчастіше емпіричним шляхом. Такими показниками можуть бути: реальна платоспроможність підприємств (саме такий режим застосовують до встановлених в Україні зборів екологічних), еластичність реакції господарюючих суб’єктів на екологічно орієнтовану зміну економічних важелів. Це означає, що дослідним шляхом добирають такі розміри ставок, які б реально змогли вплинути на поведінку виробника чи споживача, змінивши її в екологічно спрямований бік, при цьому вони не повинні істотно погіршувати економічний стан підприємств. 
Розрахунковий метод встановлення базових ставок еколого-економічних інструментів спирається на реальні еколого-економічні показники (витрати і вигоди), пов’язані безпосередньо з процесами впливу економічних суб’єктів на природне середовище.